# فران مریدا
فران مریدا (اسپانیایی: Fran Mérida‎؛ زادهٔ ۴ مارس ۱۹۹۰) یک بازیکن فوتبال اهل اسپانیا است.
از باشگاه‌هایی که در آن بازی کرده‌است می‌توان به آرسنال، براگا، رئال سوسیداد، هرکولس، اتلتیکو مادرید، باشگاه فوتبال اتلتیکو پارانائنزه و رایو وایکانو اشاره کرد.